# Stefano Giuliano Messaggi
Stefano Giuliano Messaggi (Milano, 21 maggio 1840 – Custoza, 24 giugno 1866) è stato un militare e patriota italiano, che dopo aver preso parte alla Spedizione dei Mille, transitò in forza al Regio Esercito con il grado di sottotenente. Decorato di Medaglia d'argento al valor militare alla memoria per il coraggio dimostrato durante la battaglia di Custoza.

## Biografia
Nacque a Milano il 21 maggio 1840, figlio di Giovanni Battista, di professione tipografo, e Angela Maria Cappuccini, entrambi originari di Treviglio A Treviglio trascorse l'infanzia e l'adolescenza presso lo zio paterno, Don Stefano, che era Curato della locale Parrocchia. Andato a lavorare presso la Direzione delle Strade Ferrate Lombardo-Venete a Verona, nel 1859 dopo che l'avanzata delle armata franco-piemontesi aveva portato all'accupazione della sua città natale lasciò il suo impiego per andare ad arruolarsi volontario nell'Armata sarda, ma la firma della pace di Villafranca impedì al suo sogno di avverarsi. 
Rimasto senza lavoro, nel corso del 1860 seppe che il generale Giuseppe Garibaldi stava preparando una spedizione per liberare il Regno delle Due Sicilie dal dominio dei Borboni. Accorso a Quarto si imbarcò sul piroscafo Lombardo, che il 5 maggio salpò verso la Sicilia. Sbarcò a Marsala l'11 maggio, inquadrato nella 1ª Compagnia al comando di Nino Bixio.  Si distinse durante la battaglia di Calatafimi e nella presa di Palermo (27 maggio), rimanendo gravemente ferito all'omero durante un assalto ad un quartiere tenuto dalle truppe regie. Ricoverato all'ospedale, vi rimase per un lungo periodo, sempre sotto la minaccia della perdita dell'arto, andando poi a terminare la convalescenza a Treviglio nell'agosto dello stesso anno.
Nel settembre successivo, mentre stava per terminare la campagna meridionale, arrivò la promozione a sottotenente del Corpo Volontari Italiani, con Regio Decreto 4 agosto 1861 e comandato, con Regio Decreto dell'11 agosto dello stesso anno, a presentarsi presso il deposito di Ivrea, assegnato ai sottotenenti già in forza all'Esercito meridionale, passando successivamente alla Brigata "Granatieri di Lombardia" con anzianità a decorrere dal 1 giugno 1861.
Nel 1865, con il grado di sottotenente, prestava servizio presso il 4º Reggimento granatieri. Dopo lo scoppio della terza guerra d'indipendenza, prese parte alle operazioni belliche in forza alla 7ª Compagnia. La Brigata "Granatieri di Lombardia", agli ordini del maggiore generale principe Amedeo di Savoia partecipò alla battaglia di Custoza. Attaccata da ogni parte dalle truppe austriache del IX Corpo d'armata, la 3ª Divisione che occupava le colline di Monte Torre e Monte Croce (a nord-est di Custoza) dovette ritirasi in disordine. Asserragliatosi nella Cascina Cavalchina con alcuni dei suoi uomini, fu incaricato di difendere il lato destro del portone. Su ordine del capitano Cragnotti eseguì una ricognizione al fine di trovare una via di fuga ed evitare di essere presi prigionieri. Svolse brillantemente tale compito, e mentre con i suoi soldati lasciava la cascina per raggiungere le linee italiane fu ucciso da un proiettile. Fu decorato con la Medaglia d'argento al valor militare alla memoria. Il suo nome è scolpito nella lapide che, posta sulla rocca di Bergamo, ricorda i caduti della provincia durante la campagna del 1866, e nella lapide commemorativa dei "Mille trevigliesi", murata, per deliberazione consiliare del 1877, sotto il portico del Palazzo Comunale di Treviglio. Un'ulteriore deliberazione del Consiglio Comunale di Treviglio, datata 22 dicembre 1912, gli ha intitolato una strada conosciuta prima con il nome di via Quartier Militare.

### Annotazioni
1. ↑  Inquadrata nella 3ª Divisione del tenente generale Filippo Brignone.